# Mostbröckle
Mostbröckle (Zwitserduits: Mostbröckli) is een traditionele culinarische specialiteit uit Zwitserland. Het is een mager stuk vlees van het rund, de koe of het paard dat wordt ingelegd en gepekeld (tot 28 dagen) en daarna warm gerookt.

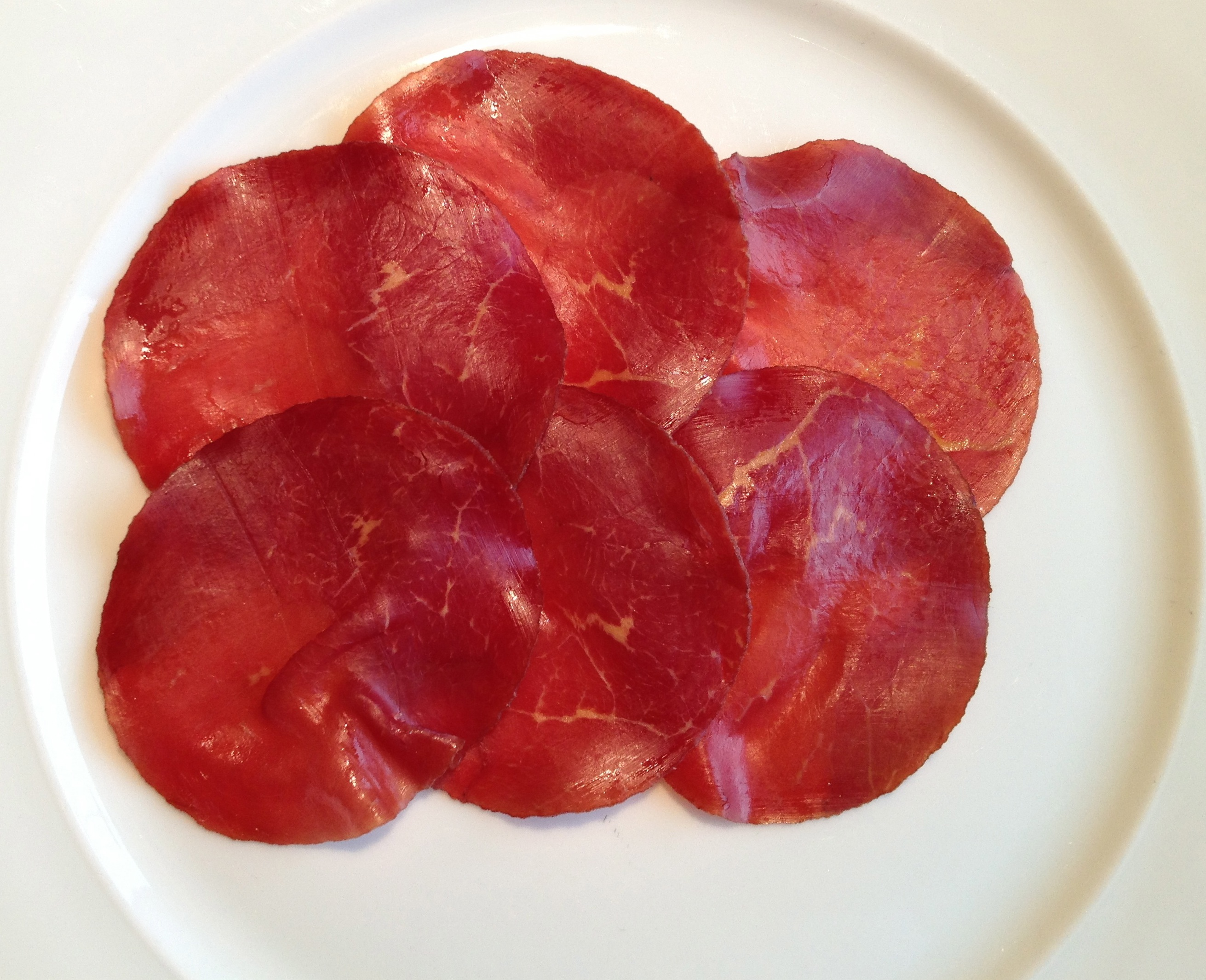
Mostbröckle (paard)

Het vlees wordt in dunne plakjes gesneden en geserveerd met bijvoorbeeld mosterd. Een andere mogelijkheid is het serveren van dit vlees samen met rauwe ham en meloen.

## Ingrediënten
Vleesstukken (vrij van vet en pezen), droog zout, peper, laurierblad, jenever, knoflook, soms ook wijn, druivenmost, gember of piment.

## Oorsprong
In Zwitserland wordt Mostbröckli in de kantons Appenzell Ausserrhoden en Appenzell Innerrhoden en in het zuiden van de kanton St. Gallen in Zwitserland geproduceerd. Appenzeller Mostbröckli is Zwitsers culinair erfgoed. In Oostenrijk wordt Mostbröckle in Vorarlberg geproduceerd.
Geconsumeerd wordt Mostbröckli in heel Zwitserland en in sommige delen van Duitsland en Oostenrijk. 